# Lineolaria spinulosa
Lineolaria spinulosa is een hydroïdpoliep uit de familie Lineolariidae. De poliep komt uit het geslacht Lineolaria. Lineolaria spinulosa werd in 1861 voor het eerst wetenschappelijk beschreven door Hincks. 